# Alexandre Pasquier
Alexandre Pasquier (Lione, 8 gennaio 1987) è un ex sciatore alpino francese.

## Biografia

### Stagioni 2003-2010
Originario di Montricher-Albanne e attivo in gare FIS dal novembre del 2002, Pasquier ha esordito in Coppa Europa il 10 dicembre 2005 a Valloire in slalom gigante, senza completare la gara, e in Coppa del Mondo il 28 dicembre 2008 a Bormio in discesa libera classificandosi 43º: tale piazzamento sarebbe rimasto il migliore di Pasquier nel massimo circuito internazionale, nel quale avrebbe in seguito preso il via altre quattro volte (l'ultima il 18 dicembre 2010 in Val Gardena in discesa libera, 45º). Si è ritirato al termine della stagione 2012-2013 e la sua ultima gara è stata il supergigante dei Campionati francesi 2013, disputato a Peyragudes il 21 marzo e chiuso da Pasquier al 58º posto.

## Palmarès

### Coppa Europa
- Miglior piazzamento in classifica generale: 90º nel 2012

### Campionati francesi
- 1 medaglia:
  - 1 argento (discesa libera nel 2012)